# 1254

## Родени
- 15 септември – Марко Поло, венециански пътешественик

## Починали
- 3 ноември – Йоан III Дука Ватаций, Златна перпера на Йоан III Дука Ватаций